# Chiesa di Santa Maria della Neve in San Giuseppe
La chiesa di Santa Maria della Neve in San Giuseppe si innalza a Napoli, presso la riviera di Chiaia, nell'omonimo quartiere.

## Storia e descrizione
Il tempio venne costruito nel 1571 vicino ad un'antica torre di difesa contro i Saraceni, la famosa torretta, che dà il nome a questa zona di Napoli.
La chiesa è composta da un'unica navata con volte a botte; le lunette e la cupola sono interamente rivestite da affreschi del XVI secolo, ispirati allo stile di Belisario Corenzio.
Le opere pittoriche di Pietro Bardellino, Giovan Angelo Criscuolo, Leonardo da Pistoia, Lorenzo De Caro, della bottega di Jusepe de Ribera e di ignoti sono restaurate in anni recenti e ricollocate.